# Kayl
Kayl (luxemburgiska: Käl, Keel) är en kommun och en stad i sydvästra Luxemburg. Kommunen ligger i kantonen Esch-sur-Alzette. Den hade år 2017, 8 982 invånare. Arean är 14,9 kvadratkilometer.